# Ossaea wrightii
Ossaea wrightii är en tvåhjärtbladig växtart som beskrevs av José Jéronimo Triana. Ossaea wrightii ingår i släktet Ossaea och familjen Melastomataceae. Inga underarter finns listade i Catalogue of Life.